# 宽腹壮头蛛
宽腹壮头蛛（学名：Chorizopes tumens）为园蛛科壮头蛛属的动物。分布于云南。